# Africaleurodes citri
Africaleurodes citri es un hemíptero de la familia Aleyrodidae, subfamilia Aleyrodinae.
Fue descrita científicamente en 1932 por Takahashi.